# کیرشبراک
کیرشبراک (به آلمانی: Kirchbrak) یک شهر در آلمان است که در هولتسمیندن واقع شده‌است. کیرشبراک ۱٬۱۵۸ نفر جمعیت دارد.